# Scaposodus
Scaposodus – rodzaj chrząszczy z rodziny kózkowatych i podrodziny zgrzypikowych. 

## Zasięg występowania
Przedstawiciele tego rodzaju występują w Indiach oraz w Wietnamie.

## Systematyka
Do Scaposodus należą 2 gatunki:
- Scaposodus indicus
- Scaposodus rufulus